# Asier del Horno
Asier del Horno Cosgaya (Barakaldo, Biskaja, 19. siječnja 1981.) je bivši španjolski profesionalni nogometaš, koji je igrao na poziciji lijevog braniča.

## Uspjesi
Chelsea:
- FA Premier Liga (1): 2006./07.
- FA Community Shield (1) : 2005.

## Vanjske poveznice
- Profil na Transfermarktu (šp.)